# Аркатов Олександр Аркадійович
Олександр Аркадійович Аркатов (справжнє прізвище Могилянський) (*1889 — †1961) — російський кінорежисер, сценарист, який певний час працював в Україні.
В кіно прийшов 1910 року, до цього займався журналістикою і театральною критикою. З 1917 року в Одесі знімав фільми на єврейську тематику. Брав участь у створенні перших радянських кіноорганізацій.

## Вибіркова фільмографія
- 1913 — «Л'Хаїм»

- 1915 —  «Невський проспект» (не зберігся)

- 1917 — «Судіть люди»
- 1918 — «Кантоністи»
- 1919 — «Сторінки гумору під редакцією О. Аркатова»
- 1920 — «Перше травня»